# Hornungia alpina
Espèce
Classification phylogénétique
Hornungia alpina, l'hutchinsie des Alpes, ou cresson de chamois, est une espèce de plantes herbacées de la famille des Brassicaceae.

## Description
Petite plante (3 à 8 cm de haut), gazonnante dont les tiges frêles sont feuillées uniquement à la base ; les feuilles sont profondément divisées ; les fleurs présentent quatre pétales blancs disposés en croix. La floraison a lieu de mai à septembre.

## Habitat
Orophyte, la plante vit dans les rocailles, les éboulis sur sol calcareux jusqu'à 3 400 m.

## Taxonomie

### Synonymie
Parmi les nombreux synonymes attribués à cette espèce :
- Hutchinsia alpina (L.) R. Brown
- Pritzelago alpina (L.) Kuntze, 1891
- Lepidium alpinum L., 1756 - basionyme[1].

### Sous-espèces
- Hornungia alpina subsp. auerswaldii
- Hornungia alpina subsp. brevicaulis
- Hornungia alpina subsp. alpina